# ABN Amro World Tennis Tournament 2010
ABN Amro World Tennis Tournament 2010, stiliserat som ABN AMRO World Tennis Tournament 2010, var en tennisturnering på ATP-touren 2010 som spelades inomhus på hardcourt. Turneringen ägde rum under första halvan av februari 2010. Rotterdam i Nederländerna var arrangörsort. Detta var den 38:e upplagan av turneringen som denna gång klassificerades som en ATP 500 turnering.
Robin Söderling, Sverige, tog sin dittills största titel då han i singelfinalen besegrade ryssen Mikhail Youzhny. Daniel Nestor och Nenad Zimonjić vann dubbelturneringen.

## Seedning

### Herrsingel
| 1. Novak Djokovic (Semifinal) 2. Nikolay Davydenko (Semifinal) 3. Robin Söderling (Mästare) 4. Gaël Monfils (Kvartsfinal) | 1. Tommy Robredo (Andra omgången) 2. Mikhail Youzhny (Final, uppgivet på grund av skada) 3. Ivan Ljubičić (Första omgången) 4. Viktor Troicki (Första omgången, uppgivet) |

### Herrdubbel
| 1. Daniel Nestor Nenad Zimonjić (Mästare) 2. František Čermák Michal Mertiňák (Semifinal) | 1. Mariusz Fyrstenberg Marcin Matkowski (Kvartsfinal) 2. Christopher Kas Dick Norman (Kvartsfinal) |

## Mästare

### Herrsingel
Robin Söderling bes.  Mikhail Youzhny, 6–4; 2–0; uppgivet

### Herrdubbel
Daniel Nestor /  Nenad Zimonjić bes.  Simon Aspelin /  Paul Hanley, 6–4; 4–6; [10–7]